# Race: The Official WTCC Game
Race: The Official WTCC Game est le jeu vidéo officiel du championnat du monde des voitures de tourisme. Sorti en 2006 sur Windows, il est développé et édité par SimBin Studios.

## Accueil
- Gamekult : 6/10[1]
- Jeuxvideo.com : 14/20[2]